# Tlingit
Tlingit – plemię Indian Ameryki Północnej. Sami określają swoje plemię nazwą Lingit – co w języku tlingit oznacza tyle, co „ludzie”. Rosyjska nazwa Kołoszy i jej odpowiednik niemiecki – Koulischen – występuje w starszych opracowaniach. Tlingici to plemię, które wytworzyło złożoną kulturę myśliwsko-zbieracką w rejonie Alaski południowo-wschodniej oraz Archipelagu Aleksandra.
Język tlingit jest bardzo znany nie tylko ze względu na swoją złożoność gramatyczną i leksykalną, ale także ze względu na stosowanie pewnych fonemów, praktycznie nieużywanych w żadnym innym języku.